# Dugenta
Dugenta (Rocenti in campano) è un comune italiano di 2 659 abitanti della provincia di Benevento in Campania.

## Geografia fisica
Il territorio comunale di Dugenta, adagiato lungo la valle del fiume Volturno, è circondato dalle colline di Melizzano, Frasso Telesino, Sant'Agata de' Goti e Limatola.
Fa parte della Regione Agraria n. 4 - Colline del Calore Irpino inferiore.
Ha un'escursione altimetrica di 203 m s.l.m., con una minima di 27 e una massima di 230 m s.l.m.
Il centro abitato sorge lungo cinque arterie divergenti, assumendo una struttura tentacolare; tuttavia la rete viaria di accesso è costituita essenzialmente dalle strada SSV Fondo Valle Isclero, dalla ex SS 265 dei Ponti della Valle e dalla ex SS 87 Sannitica (Napoli-Campobasso).

## Storia
Dugenta venne citata per la prima volta nell'823 d.C.
Nel XIII secolo fu donata da Carlo I d'Angiò a Guglielmo di Belmonte dopo essere stata valutata poco più di quarantadue once.
Nel primo cedolario redatto dagli Angioini risultavano ventitré famiglie proprietarie tassate.
Dai Belmonte passò prima a Rofredo Gaetani, fratello di papa Bonifacio VIII, e poi ai Sanframondo.
Posta in una posizione strategica, nel 1439 fu teatro di una feroce battaglia fra re Alfonso I d'Aragona e Jacopo Caldora. Quest'ultimo fu sconfitto.
Nel XVI secolo divenne possedimento dei Di Capua, dei Monsorio, dei Loffredo e dei Cossa.
Dal 1648 fu feudo del duca di Guisa e nel 1734 vi passò Carlo III di Borbone, nella sua avanzata alla conquista del Regno di Napoli.
Nel 1810 fu aggregata al comune di Melizzano.
Nel 1859 vi fu un primo tentativo di conquistare l'autonomia comunale. Fu infatti presentata all'Intendenza di Terra di Lavoro una richiesta firmata da ventotto proprietari terrieri al fine di "emanciparsi" dal comune di Melizzano. Questa richiesta non ebbe buon fine.
Nel 1860 vi arrivò l'esercito borbonico, comandato dal generale Von Mechel, per affrontare l'esercito piemontese nella battaglia del Volturno.
Nel 1949 fu presentata una nuova richiesta per ottenere l'erezione di Dugenta a comune autonomo. La richiesta, firmata da settecentocinquanta cittadini, fu inoltrata al Ministero dell'Interno. In questo documento si legge che "i sottoscritti elettori e contribuenti della Frazione Dugenta del Comune di Melizzano (Benevento) fanno istanza a codesto On/le Ministero per ottenere la costituzione della Frazione in Comune autonomo a norma della legge comunale e provinciale. Al riguardo fanno presente: 1) la Frazione Dugenta ha tutti i mezzi sufficienti per provvedere ai pubblici servizi; 2) la distanza dal capoluogo Melizzano è di ben 11km di sola andata, e rappresenta un gravissimo sacrifizio e disagio per i cittadini [...] 6) In provincia di Benevento ed anche in altre province d'Italia esistono comuni di minore importanza della Frazione di Dugenta e con una popolazione minore della metà della Frazione stessa [...]". La richiesta si concludeva con la sottoscrizione dei cittadini di Dugenta e con il loro impegno a versare cinquecentomila lire a fondo perduto per le prime spese di impianto del nuovo comune.
Dugenta divenne finalmente comune autonomo nel 1956.

### Simboli
Lo stemma e il gonfalone sono stati concessi con DPR del 2 marzo 1993.
Lo stemma comunale si presenta semipartito troncato: il primo di azzurro, alla lettera maiuscola D d'oro; il secondo di rosso, a cinque spighe di grano d'oro, impugnate e legate di azzurro; il terzo d'oro, al castello di rosso, merlato alla guelfa, munito di una torre centrale e fondato sulla pianura di verde. Il gonfalone è un drappo partito di giallo e di azzurro.

## Monumenti e luoghi d'interesse
- Castello normanno-svevo, fondato intorno all'anno 1000 sopra un'altura. È a pianta angolare secondo lo stile dell'architettura militare, con alte mura merlate e cortile interno. Nel 1648 vi fu rinchiuso il duca di Guisa catturato mentre fuggiva da Napoli.
- Chiesa arcipretale di Sant'Andrea Apostolo, recentemente restaurata con lesene laterali al portale e affreschi. Il campanile in tufo è di epoca posteriore. Fu consacrata intorno al 1112 da papa Pasquale II. Nel 1160 accolse papa Alessandro II che si recava a Benevento.
- Cappella di Santa Maria in Pesole, cappella rurale, non aveva rendita e la messa si celebrava a spese dei "massari". Conserva la preziosa statua in legno di Santa Maria in Pensilis, recentemente restaurata.
- Chiesa di San Nicola ad Orcula, a pianta esagonale avente una porta in legno con rilievi in bronzo raffiguranti episodi biblici.

## Società

### Evoluzione demografica
Abitanti censiti

## Economia
Ha una superficie agricola utilizzata di 5 537,37 ettari (2000).
Si estende in una vasta piana ed è delimitata dalle dolci colline della contrada Tore coltivate a vigneto.
Il paese è a vocazione prettamente agricola.
Vi si producono i vini Sannio Falanghina e Aglianico, olio, mele annurche, mozzarelle D.O.P.
Fa parte dell'Associazione Nazionale Città del Vino.

## Amministrazione
Sindaci di Dugenta:
1993 - 1997 Clemente Di Cerbo
1997 - 2001 Clemente Di Cerbo
2001 - 2006 Miguel Viscusi
2006 - 2011 Ada Renzi
2011 - 2016 Ada Renzi
2016 - a oggi Clemente Di Cerbo

## Sport

### Calcio
La principale squadra di calcio della città è l'A.S.D. Dugenta 1986 Calcio che milita nel girone B campano di Prima Categoria. È nata nel 1986.